# Друга шампанська битва

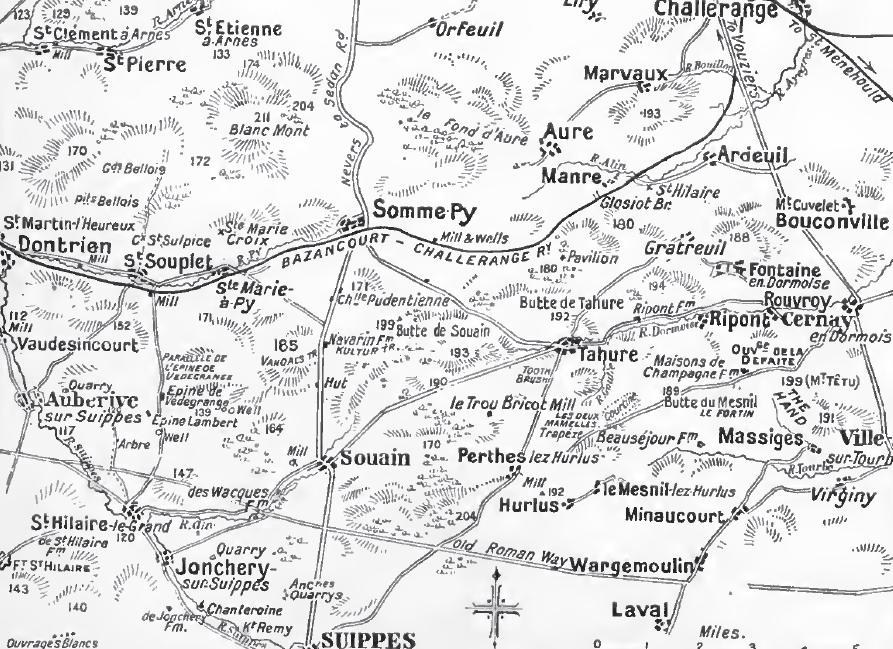
Карта району, де тривала Друга шампанська битва

Шампанська битва (1915), також Друга шампанська битва (фр. La seconde bataille de Champagne, нім. Herbstschlacht in der Champagne) (25 вересня — 6 листопада 1915) — невдала спроба наступу французьких військ проти німецької армії на шампанському напрямку фронту за часів Першої світової війни.
Вранці 25 вересня 1915 року франко-британські війська одночасно розпочали чергові широкомасштабні наступи у Шампані (східніше Реймсу) та поблизу Артуа (в районі Аррасу). На першій ділянці у наступ на фронті 35 км перейшли 2-га і 4-та французькі армії, загальне керівництво яким у Шампані здійснював командувач Центральної групи армій генерал Кастельно.
Після сильного вогневого нальоту артилерії і мінометів по першій і другій лініях окопів, маючи у першому ешелоні 18, а в другому 8 дивізій та в армійському резерві кавалерійські корпуси, перейшли в атаку французькі війська генералів Петена та Лангля.

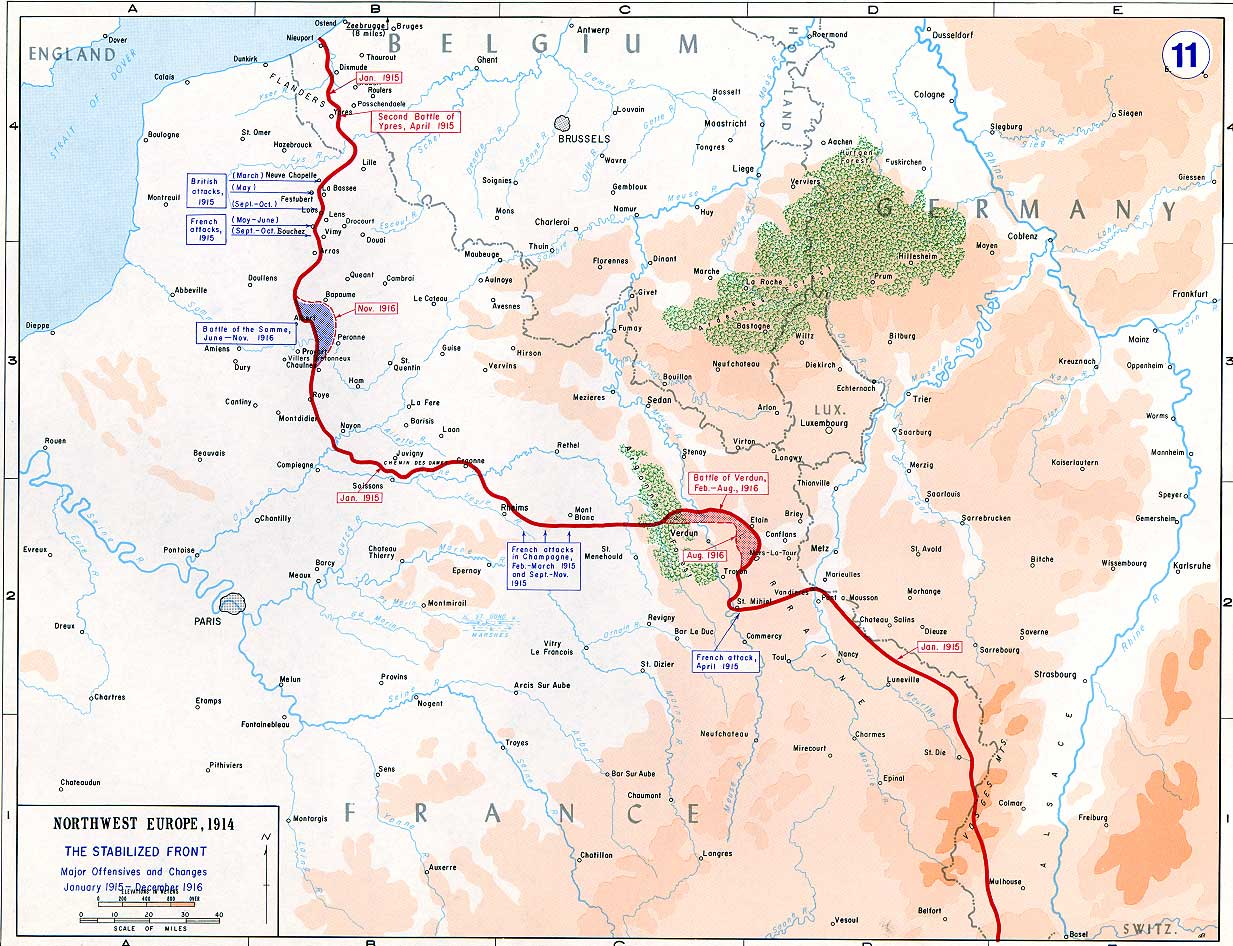
Карта битв на Західному фронті. Кампанії 1915—1916 років

Протягом шести тижнів французи намагалися прорвати оборонні позиції німецької імперської армії, але усі їхні спроби були марними. Найбільшим здобутком, який коштував сотень тисяч загиблих, поранених та зниклих безвісти, стало опанування переднім краєм оборони німецьких підрозділів на глибину не більше за 3-4 км.
Осіння операція в Шампані і Артуа, яка готувалася довго, прискіпливо і ретельно, з тим щоб здійснити «великий стратегічний прорив, який матиме необхідним наслідком звільнення національної території» Франції, не увінчалася успіхом. Проблема прориву німецького фронту залишилася невирішеною.
Після провалу операції, як у Шампані, так і в Артуа (у жовтні — грудні) англо-французьке командування припинило наступальні дії на всьому франко-німецькому фронтові і перейшло до позиційних форм боротьби. Впроваджувалися кроки до вдосконалення оборонних позицій і більш ретельного узагальнення досвіду наступальних і оборонних боїв, проведених у кампанії 1915.

## Історія

### Планування та підготовка
Осінній наступ союзників готувався, як операція великого розмаху. Неодноразово план наступальної операції змінювався та переносився. У відповідності до замислу операції союзники намічали завдати два потужних удару по напрямкам, що сходяться: 2-ю і 4-ю французькими арміями в Шампані й 10-ю французькою та 1-ю англійською — на Артуа, з тим щоб прорвати оборону і створити умови для оточення і розгрому німецьких армій у північних департаментах Франції. Прорив планувалося здійснити значними силами і засобами і на більш широкому фронті, ніж у всіх попередніх операціях: у Шампані (східніше Реймса) на ділянці шириною в 35 км, в Артуа (в районі Арраса) — шириною в 22 км.
2-га армія генерала Петена і 4-та армія генерала Лангля мали у своєму складі кожна по п'ять армійських і одному кавалерійському корпусу і 6 авіаескадрилій, а всього — 32 піхотні і 5 кавалерійських дивізій, до 200 літаків, 950 легких, 750 важких і 740 траншейних гармат і мінометів. Протиборчі їм сили 3-ї та 5-ї німецьких армій мали 9 піхотних дивізій, 4 авіазагонів (40 літаків) і 700 легких і важких гармат.
Французи готувалися до наступу протягом 2,5 місяців з великим розмахом в умовах максимальної секретності, щоб забезпечити раптовість і рішучий успіх. За рахунок перегрупувань військ вони вивільнили до 40 піхотних дивізій і 30 батарей важкої артилерії. У Шампані, в тилу 2-ї і 4-ї армій, були побудовані нова залізнична ділянка та два мости через річку Марна. Усі інженерні роботи маскувалися. У райони операцій було підвезено до 6,3 млн. артилерійських снарядів (з них до 300 тис. хімічних і 100 тис. запалювальних)
Підготовчі заходи, що проводилися протягом тривалого часу в Шампані і Артуа, не пройшли абсолютно непоміченими для противника. Через агентурні дані й авіаційну розвідку німецьке командування до середині вересня дізналося про підготовку наступу і вжило заходів до посилення 6-ї і 3-ї німецьких армій резервами піхоти, артилерії і авіації.

### Наступ французів
22 вересня 1915 року французька артилерія розпочала артилерійську підготовку наступу, яка тривала три доби. Вдень і вночі гаубиці, мортири і міномети знищували дротяні загородження і кулемети, руйнували окопи, ходи сполучення, укриття. Вогнем легких батарей уражалися окопи та райони найближчих резервів. Друга позиція німецької оборони, залізничні вузли і артилерійські батареї противника піддавалися впливу вогню дивізіонів корпусної та армійської важкої артилерії, оснащеної далекобійними 120-мм і 155-мм гарматами. Їх вогонь коректувався за допомогою 12 аеростатів і літаків-коректувальників по радіо. Для засічки батарей залучалися звукометричний і топогеодезичні взводи.
О 9 годин 15 хвилин 25 вересня 2-га і 4-та армії Франції перейшли в атаку після сильного вогневого нальоту артилерії і мінометів по першій і другій лініях окопів, маючи в першому ешелоні 18, а в другому — 8 дивізій і в армійському резерві кавалерійські корпуси. 1-й ешелон мав завдання стрімким кидком опанувати першу та другу позиції, другий ешелон — розвинути прорив до річки Ена, кавалерійські корпуси — вести наступ по тилах центральних німецьких армій на північний захід. Піхотні корпуси мали дві дивізії в першій і одну в другій лінії, що наступала в 700—800 м за першою. У такому бойовому порядку атакуючі хвилі трьох корпусів 2-ї армії (20-й, 11-й і 14-й) і 2-й колоніальний корпус 4-ї армії до кінця 25 вересня на 12-кілометровій ділянці опанували окопами першої позиції і, вийшовши до другої, залягли.
Лівофлангові корпусу 4-ї армії (32-й і 4-й) успіху не мали, 1-й колоніальний корпус 2-ї армії і 7-й корпус 4-ї армії проникли в німецькі окопи першої та другої лінії і зав'язали наполегливі траншейні бої. Поступово організований бій по всьому фронту переростав у розрізнені сутички окремих підрозділів, ударна сила яких безперервно танула.
У ніч на 26 вересня 3-тя армія генерала Ейнема зайняла позицію по всій лінії й спроби прориву зранку цієї позиції 11-м, 14-м армійськими і 2-м колоніальним корпусами французької армії були відбиті. 27 вересня 2-й і 4-й арміям вдалося зосередитися та, після багатогодинної артилерійської підготовки провести атаку. На деяких ділянках піхота 14-го корпусу французів увірвалася в окопи другій позиції, але з великими втратами була вибита звідти вогнем німців і контратаками. Лівофлангові корпусу армій за три дні боїв оволоділи лише другою, а подекуди і третьою лінією окопів першої позиції.
28 і 29 вересня з'єднання 2-ї і 4-ї армій за вказівкою генерала Кастельно продовжували атаки, однак передові підрозділи були знищені або взяті в полон, а решта частин відбита вогнем і контратаками з великими втратами.
Подальші спроби французького генералітету прорвати міцну оборону німецьких військ були марні. Противник збільшив свої сили в 1,5 рази і розвинув другу позицію, довівши її до декількох ліній окопів. Дводенна артилерійська підготовка спроби чергової атаки цієї позиції (4-5 жовтня) не дала очікуваних результатів, і атака 6 жовтня захлинулася. З 7 жовтня спроби прориву позиції були припинені. До 20 жовтня французи відбивали контратаки німецьких військ і закріплювалися на зайнятому рубежі. Обидві сторони застосовували хімічні і запалювальні снаряди.
У результаті проведення цієї операції французи захопили в Шампані невелику ділянку першої позиції по фронту в 22 і в глибину 3-4 км, а на фронті в 12 км підійшли до другої позиції.
Обмежені оперативно-тактичні результати осінньої операції англо-французів були наслідком того, що вони недооцінили силу німецької оборони і труднощі її прориву фронтальним ударом. При плануванні та підготовці операції не враховувалася необхідність прориву другої позиції німецької оборони, технічні та бойові можливості важкої артилерії з її різнокаліберними і в основному застарілими системами, а також сила піхотного вогню. Підготовка прориву покладалася тільки на артилерію, але їй виявилося не під силу виконати в повному обсязі всі завдання. Артилерія не була підготовлена супроводжувати піхоту вогнем і колесами. А бойовий порядок «хвилями» мав слабку силу піхотного вогню. Дивізії могли вести вогневий бій тільки першими бойовими лініями. Потужні вогневі засоби піхоти (кулемети і міномети), розташовуючись ззаду бойової лінії, у підтримці піхоти, як правило, участі не брали. Піхота, скута незграбним бойовим порядком «хвиля», діючи на вузькій ділянці в 1,5 — 2 км, зазнавала величезних втрат. Її наступальний порив швидко згасав. Управління частинами порушувалося, а взаємодія піхоти з артилерією переривалося.
«З моменту початку атаки, — зазначалося у звіті про операцію, — артилерійський вогонь взагалі став мало дійсним…, що зупиняло порив наших військ».